# 賽の目繁盛記
『賽の目繁盛記』（さいのめはんぢょうき）はDr.モローによる日本の漫画作品。当初は商業誌の連載作品だったが、連載誌が休刊したため同人誌に移動し、さらに同人作品として発表した一部が別の出版社で商業作品として単行本化されるといった変則的な形で発表されている。詳細は後述の概歴を参照のこと。尚、同じ単行本に収録されていたRPG一代男(あーるぴーじーいちだいおとこ)も合わせて本項で解説する。

## 概要
サイコロを振ってゲームを進めるTRPGをプレイし、その経過を原作として物語にするという形式のマンガで、本作ではRPGリプレイコミックと銘打っている。当初は掲載誌である『コミックマスター』が『RPGマガジン』の別冊であり、RPGをプレイする人が読者であると定義されていたため、ストーリー展開や用語などを理解するのに相応の専門的な知識を必要とする構成がなされていた。その後FOX出版から再発売された改訂版では、そもそもTRPGがどういうものかという解説ページを追加したり、キャラクターの旅立ちや出会いのシーンが綿密に描かれるなど、非プレイヤーでも理解しやすい様に描き直しが行われている。
内容は、ファンタジー世界を舞台に、黒い髪をしたエルフのしーちゃんことシリア・シルストリアが、武闘家を目指して修行の旅を続け、その旅先で様々な人々や事件と出会うというもの。ギャグ作品として描かれている一方、シリアスな側面も描かれている。

## 概歴
当初はホビージャパンから刊行されていたアンソロジーコミック誌である『コミックマスター』に連載され、1992年12月から1997年2月にかけて、第1部冒頭から第3部の途中までをまとめた3巻の単行本が刊行された。しかし連載誌である『コミックマスター』が休刊し、第3部の途中である3-10「特訓・その2」までしか発表出来なかったため、1998年8月から同人誌「賽の目繁盛記ぷらす」の刊行が開始され、商業誌の続編が同人誌として発表されるという形で執筆が続行された。1999年、FOX出版が既刊の改訂版として『賽の目繁盛記R』の刊行を開始、合わせて、同人誌として発表されていたぷらすも、第3部が完了したら、その出来次第で単行本化することになり。2003年にはぷらす1-5をまとめた上で加筆ページが加えられたR4が刊行されている。同人誌版はその後も刊行が続き、2006年8月に発表されたぷらす12で第3部が完結した。さらに2007年12月からは第4部の刊行が開始された。

### RPG一代男
RPG一代男は、賽の目繁盛記と同じくDr.モローの漫画作品である。賽の目繁盛記が連載されていたコミックマスターと同じホビージャパンから刊行されていたRPGマガジンの1990年12月号から1999年5月号まで全100話、各話1ページで連載されていた。

その為、単行本にするまでのページ数を揃える事が困難である事から、賽の目繁盛記と合わせて単行本化するという形になった。これによってホビージャパン版賽の目繁盛記1巻の巻末に1～23話、同2巻に24～35話が収録されたが、3巻は収録可能ページの都合で収録はされなかった。その後、1999年8月に刊行された同人誌のぷらす2で36～45話が収録されている。

1999年6月に刊行されたゲーマーズ・フィールド Vol.17からVol.24にかけて「RPG一発男」8話が連載された。題名は異なるが内容と形式は同等であり、ナンバリングも101～108話と、RPG一代男の100話から継続したものになっている。このRPG一発男が2000年の11月にゲーム・フィールド・コミックスとしてリリースされ、同単行本にRPG一代男100ページがおまけとして収録された。

## あらすじ

### 第1部
単行本1巻から2巻の途中までで描かれたエピソード。しーちゃんことエルフ族の少女のシリア・シルストリアが故郷の森から出発し、デックス、エスティ、ミントという3人の少年少女とパーティーを組んで一緒に修行の旅を続ける話。デストロ教団という邪教集団と戦う過程で改造人間のきのぴーやシンデンと知り合う。

### 第2部
単行本2巻の途中から3巻の途中までで描かれたエピソード。しーちゃんが旅に出て2年目。人さらいの魔法使いの手から逃れてきたサーラ、ランゼ、ミルフールという人間の3姉妹としーちゃんが、テレポートで跳ばされてしまった北風の街から3姉妹の故郷を探す旅に出る物語。第1部から同行していたきのぴーに異変が起こる。

### 第3部
単行本3巻の途中からぷらす12までで描かれたエピソード。しーちゃんが旅に出て5年目。石人形とあだ名される無口な拳術士の少年ラス、訳有りの様子を示す吟遊詩人のウィル、ヤギに変身出来る元盗賊のペペロンチーノ、そしてしーちゃんによる4人パーティーの活躍を中心に物語が進行する。ドリードルという町で遭遇した事件がラスの正体に関わっていくという展開。このエピソードの途中で発表媒体が商業誌から同人誌に移るという紆余曲折があり、またぷらす10で終る筈だった予定が12まで延び、完結するまで約10年を費やしている。詳細は下記リストを参照。

### 第4部
最初から同人作品として発表されている作品。しーちゃんと、旅先で出会ったカッパのユーマくん、第1部の仲間だったデックス、エスティ、ミント、そして棒術家のムラサキが登場する。海沿いのリッジヘッドという町を舞台に物語が展開する。2020年11月現在での最新刊である第11巻が刊行されたが、まだ完結はしていない。なお11巻から印刷会社が変更になり、それまでの1色刷りだった表紙がフルカラーに変更された。

### シナリオと発行誌の相関関係
| シナリオ番号 | シナリオタイトル              | ホビージャパン単行本                                   | FOX出版単行本（Ｒ）   | 同人誌                     |
| ------------ | ----------------------------- | ------------------------------------------------------ | --------------------- | -------------------------- |
| 1-01         | 魔法使いの悪戯                | 第一巻 初版発行:1992年12月21日 RPG一代男 1～23話収録。 | 第一巻 1999年12月23日 | 未発行                     |
| 1-02         | 王様の取引                    | 第一巻 初版発行:1992年12月21日 RPG一代男 1～23話収録。 | 第一巻 1999年12月23日 | 未発行                     |
| 1-03         | 嵐                            | 第一巻 初版発行:1992年12月21日 RPG一代男 1～23話収録。 | 第一巻 1999年12月23日 | 未発行                     |
| 1-04         | 残像                          | 第一巻 初版発行:1992年12月21日 RPG一代男 1～23話収録。 | 第一巻 1999年12月23日 | 未発行                     |
| 1-05         | 丘の上の激戦                  | 第一巻 初版発行:1992年12月21日 RPG一代男 1～23話収録。 | 第一巻 1999年12月23日 | 未発行                     |
| 1-06         | 潜入                          | 第一巻 初版発行:1992年12月21日 RPG一代男 1～23話収録。 | 第一巻 1999年12月23日 | 未発行                     |
| 1-07         | 旅立ち                        | 第一巻 初版発行:1992年12月21日 RPG一代男 1～23話収録。 | 第一巻 1999年12月23日 | 未発行                     |
| 1-08         | 邪教の神殿（前編）            | 第一巻 初版発行:1992年12月21日 RPG一代男 1～23話収録。 | 第一巻 1999年12月23日 | 未発行                     |
| 1-09         | 邪教の神殿（後編）            | 第一巻 初版発行:1992年12月21日 RPG一代男 1～23話収録。 | 第一巻 1999年12月23日 | 未発行                     |
| 1-10         | 雨やどり                      | 第一巻 初版発行:1992年12月21日 RPG一代男 1～23話収録。 | 第一巻 1999年12月23日 | 未発行                     |
| 1-11         | その名はシンデン              | 第二巻 初版発行:1995年1月1日 RPG一代男 24～35話収録。  | 第二巻 2000年7月2日   | 未発行                     |
| 1-12         | 世界樹の村                    | 第二巻 初版発行:1995年1月1日 RPG一代男 24～35話収録。  | 第二巻 2000年7月2日   | 未発行                     |
| 1-13         | 選択                          | 第二巻 初版発行:1995年1月1日 RPG一代男 24～35話収録。  | 第二巻 2000年7月2日   | 未発行                     |
| 1-14         | さよならしーちゃん            | 第二巻 初版発行:1995年1月1日 RPG一代男 24～35話収録。  | 第二巻 2000年7月2日   | 未発行                     |
| 2-01         | 捕らわれの三姉妹（前編）      | 第二巻 初版発行:1995年1月1日 RPG一代男 24～35話収録。  | 第二巻 2000年7月2日   | 未発行                     |
| 2-02         | 捕らわれの三姉妹（後編）      | 第二巻 初版発行:1995年1月1日 RPG一代男 24～35話収録。  | 第二巻 2000年7月2日   | 未発行                     |
| 2-03         | 北風の街                      | 第二巻 初版発行:1995年1月1日 RPG一代男 24～35話収録。  | 第二巻 2000年7月2日   | 未発行                     |
| 2-04         | 消えた男                      | 第二巻 初版発行:1995年1月1日 RPG一代男 24～35話収録。  | 第二巻 2000年7月2日   | 未発行                     |
| 2-05         | 帽子                          | 第二巻 初版発行:1995年1月1日 RPG一代男 24～35話収録。  | 第二巻 2000年7月2日   | 未発行                     |
| 2-06         | 寿命                          | 第二巻 初版発行:1995年1月1日 RPG一代男 24～35話収録。  | 第二巻 2000年7月2日   | 未発行                     |
| 2-07         | 雨の中で…                     | 第二巻 初版発行:1995年1月1日 RPG一代男 24～35話収録。  | 第二巻 2000年7月2日   | 未発行                     |
| 2-08         | サーラの日記                  | 第三巻 初版発行:1997年2月1日                           | 第三巻 2001年3月14日  | 未発行                     |
| 2-09         | きのぴーの帽子                | 第三巻 初版発行:1997年2月1日                           | 第三巻 2001年3月14日  | 未発行                     |
| 2-10         | ひとりぼっちじゃない          | 第三巻 初版発行:1997年2月1日                           | 第三巻 2001年3月14日  | 未発行                     |
| 3-01         | ラストゥラス・ガルドゥランス  | 第三巻 初版発行:1997年2月1日                           | 第三巻 2001年3月14日  | 未発行                     |
| 3-02         | ラストゥラス・ガルドゥランス2 | 第三巻 初版発行:1997年2月1日                           | 第三巻 2001年3月14日  | 未発行                     |
| 3-03         | 武闘会前夜                    | 第三巻 初版発行:1997年2月1日                           | 第三巻 2001年3月14日  | 未発行                     |
| 3-04         | 石人形                        | 第三巻 初版発行:1997年2月1日                           | 第三巻 2001年3月14日  | 未発行                     |
| 3-05         | 心の強さ                      | 第三巻 初版発行:1997年2月1日                           | 第三巻 2001年3月14日  | 未発行                     |
| 3-06         | たたかえ!! 村人!              | 第三巻 初版発行:1997年2月1日                           | 第三巻 2001年3月14日  | 未発行                     |
| 3-07         | 救出                          | 第三巻 初版発行:1997年2月1日                           | 第三巻 2001年3月14日  | 未発行                     |
| 3-08         | やぎ                          | 第三巻 初版発行:1997年2月1日                           | 第三巻 2001年3月14日  | 未発行                     |
| 3-09         | 特訓・その1                   | 第三巻 初版発行:1997年2月1日                           | 第三巻 2001年3月14日  | 未発行                     |
| 3-10         | 特訓・その2                   | 第三巻 初版発行:1997年2月1日                           | 第三巻 2001年3月14日  | 未発行                     |
| 3-11         | 夕日とコロッケと三兄弟の巻    | 未発売                                                 | 第四巻 2003年6月25日  | ぷらす1（1998年8月）       |
| 3-12         | 雨と秘密と三兄弟の巻          | 未発売                                                 | 第四巻 2003年6月25日  | ぷらす2（1999年8月）       |
| 3-13         | 豚とカエルと三兄弟の巻        | 未発売                                                 | 第四巻 2003年6月25日  | ぷらす3（2000年12月）      |
| 3-14         | ウイルと領主と探索隊          | 未発売                                                 | 第四巻 2003年6月25日  | ぷらす4（2001年8月）       |
| 3-15         | 魔物と武器屋と謎のえるふ      | 未発売                                                 | 第四巻 2003年6月25日  | ぷらす5（2001年12月）      |
| -            | 一方その頃…。                 | 未発売                                                 | 第四巻 2003年6月25日  | 未収録                     |
| 3-16         | 秘薬と魔術と石人形            | 未発売                                                 | 未発売                | ぷらす6（2002年12月）      |
| 3-17         | 撤退と酔っ払いと作戦会議      | 未発売                                                 | 未発売                | ぷらす7（2003年8月）       |
| 3-18         | 武器屋と領主とカルパッチョ    | 未発売                                                 | 未発売                | ぷらす8（2003年12月）      |
| 3-19         | 無題                          | 未発売                                                 | 未発売                | ぷらす9（2004年8月）       |
| 3-20         | 無題                          | 未発売                                                 | 未発売                | ぷらす10（2005年8月）      |
| 3-21         | 無題                          | 未発売                                                 | 未発売                | ぷらす11（2005年12月）     |
| 3-22         | 無題                          | 未発売                                                 | 未発売                | ぷらす12（2006年8月）      |
| 4-01         | 無題                          | 未発売                                                 | 未発売                | season IV 1（2007年12月）  |
| 4-02         | 無題                          | 未発売                                                 | 未発売                | season IV 2（2008年8月）   |
| 4-03         | 無題                          | 未発売                                                 | 未発売                | season IV 3（2008年12月）  |
| 4-04         | 無題                          | 未発売                                                 | 未発売                | season IV 4（2009年8月）   |
| 4-05         | 無題                          | 未発売                                                 | 未発売                | season IV 5（2011年8月）   |
| 4-06         | 無題                          | 未発売                                                 | 未発売                | season IV 6（2011年12月）  |
| 4-07         | 無題                          | 未発売                                                 | 未発売                | season IV 7（2013年8月）   |
| 4-08         | 無題                          | 未発売                                                 | 未発売                | season IV 8（2015年8月）   |
| 4-09         | 無題                          | 未発売                                                 | 未発売                | season IV 9（2016年8月）   |
| 4-10         | 無題                          | 未発売                                                 | 未発売                | season IV 10（2019年4月）  |
| 4-11         | 無題                          | 未発売                                                 | 未発売                | season IV 11（2020年11月） |
| 4-12         | 無題                          | 未発売                                                 | 未発売                | season IV 12（2022年12月） |
| 4-13         | 無題                          | 未発売                                                 | 未発売                | season IV 13（2023年8月）  |
| 4-14         | 無題                          | 未発売                                                 | 未発売                | season IV 14（2024年8月）  |

## 登場人物

### 第1部初出
シリア・シルストリア
全編を通しての主人公。エルフの少女（出発時20歳、エルフとしては子供）で武闘家兼魔法使いだが反応や頭の回転は鈍い（武闘家を選んだのは父曰く「お前に剣を抜く暇をくれるほどのんきな怪物がいるとは思えんから拳の方がいいだろう。」）。通称しーちゃん。末っ子なのでお姉さんになることに憧れ、小さい子の世話を焼きたがる。
デックス
サムライ風の少年剣士（出発時15歳）。エスティやミントとは幼馴染。敏捷性に優れる反面、体力に乏しく、字が読めないくらい頭が悪く意地っ張り。
エスティ
斧使いの少年戦士（出発時15歳）。デックスやミントとは幼馴染。デックスとは対照的に、体力に優れる反面敏捷性に乏しい。頭が悪く意地っ張りなのはデックスと同じ。
ミント
聖職者の少女（出発時15歳）。デックスやエスティとは幼馴染で、長年おバカな2人の世話を焼いている。
きのぴー
デストロ教団に改造された、小柄なキノコの怪物。闘争心より知識欲が顕著に現れた失敗作で、処分される前に脱走したところをミントら一行と出会い仲間になる。当初は「きのこじじい」と呼ばれていたがシナリオ1-14から「きのぴー」と呼ばれるようになる。ミントらと別れたしーちゃんに同行するが、第2部終盤で寿命が近付き、ローバ（後述）の延命処置で帽子に変わり一時長い眠りに就く。第3部では意識が戻り密かにしーちゃんに助言する。
シンデン
デストロ教団で龍の血との融合を施された剣術士（火・風属性）の男性（登場時25歳）。料理人の息子だったが教団傘下の盗賊団に故郷の街を滅ぼされ、復讐のために敢えて入団、8年の鍛錬の末に龍の血を受けた。龍の血によって圧倒的な戦闘力を得た反面、左目の失明や戦闘の高揚感喪失、短命化などの悪影響も出ている。教団本部を壊滅させた際にミントらと出会い、共に辿り着いた世界樹の村にて、宿屋で料理人をしながらデックスやエスティに剣術修行をつけていたが、教団残党の刺客が迫っていることを知り単身で放浪の旅に出る。尚、シーズンIV-11の最終ページにシンデンと似た姿の人物が登場するが、IV-12の段階では目覚めていないのでシンデンかどうかは判別していない。
おかのきんえもん
幼いころのしーちゃんと兄たちを怪物から救った女剣士。

### 第2部初出
サーラ
三姉妹の長女（登場時15歳）、知力に優れ一行のまとめ役。しーちゃんに魔法を習う。
ランゼ
三姉妹の次女（登場時13歳）、運動能力に優れ狩猟の心得がある。男勝りで喧嘩っ早い。北風の街では自警団に入り戦士の訓練を積む。
ミルフール
三姉妹の三女（登場時11歳）、カリスマ値が高い。吟遊詩人に憧れ、北風の街でリュートを買って練習を始める。
カイン・カシウス
第2部開始当時、北風の街の親衛隊長。忠誠心と優れた剣技を備えた好人物だったが、育ての親でもあった先代領主ステヴィロが横暴な現領主デヴィロに毒殺されていた事を知り、デヴィロを斬殺。主君殺しとして処罰を受ける覚悟だったが、副隊長らの説得を受け自警団ぐるみの策で逃亡した。
彼のその後については「第3部初出」を参照。
ローバ・ミニー
北風の街近くの森にある小屋に住む魔法使いの老婆。魔法の帽子作りを得意とする。泥棒（ペペロンチーノ）を捕まえてくれたしーちゃんとミルフールに魔法の帽子を贈り、きのぴーに延命処置を施した。
ペペロンチーノ
盗賊の男。ローバの小屋に盗みに入ったところをしーちゃんたちに捕まり、ローバに木に変えられた。1ヶ月後許されもう悪事をしない約束をするが、盗みを依頼したデストロ教団に裏切り者として追われる身となる。ローバに匿われ追っ手を欺くためにヤギに化ける帽子を貰う。第3部ではしばらくヤギの姿でしーちゃん一行をつけた後、教団の追っ手に襲われたのを機に正体を明かして一行に加わり、自分のこれからやることを探す。
ムラサキ
棒術士（水属性）の女性。シンデンに懸けられた賞金目当てで戦いを挑み、天地を揺るがす棒術と剣術の戦いになるほど善戦したが右腕を落とされる。直後シンデンに介抱され、追われる身となった彼に代わってデックスやエスティに修行をつけるよう頼まれ、いつか再び手合わせすることを条件に引き受ける（右腕はミントが治した）。第3部では実戦経験も兼ねて、ミントたち3人と共にしーちゃんやシンデンを捜す旅に出ている。

### 第3部初出
ラストゥラス・ガルドゥランス
少年（登場時13歳）ながら凄腕の拳術士。無口で無表情なことと敵を石化する拳術（地属性）から石人形（ストーンゴーレム）のラスの異名をとる。名が知れている反面、少年であることはあまり知れていない。嫌いな相手や、仲間だった者でも命をやりとりする事態には容赦なく殺すという。自分の修行に魔法で協力する条件で、しーちゃんを弟子にとる。
ウィル
ラスと行動を共にしている吟遊詩人の男性。
その正体は北風の街の元親衛隊長カイン・カシウス。主君ステヴィロの仇を討って出奔した後、無気力に彷徨っていたが行きずりの吟遊詩人の何気ない一言がきっかけで肩の力をぬいて生きることにした矢先ラスやしーちゃんに出会った。

### 第4部初出
ユーマ
カッパの少年。第4部開始の時点でしーちゃんと同行していた。リッジヘッドの亜人類地区にあるカッパ池で同族達と暮らしながらしーちゃんの手伝いをしている。
リットン
リッジヘッドの教会に所属する若い神父。街はずれにある砦に置かれた危険な飲み物を回収している。
森の朝露亭の主人と妻
夫は人族で妻はエルフ族。夫が砦で危険な飲み物を飲んだせいで子供に変わってしまっている。
ガンちゃん
ドワーフ族の靴屋。ドワーフ族とエルフ族は不仲ではないのかというユーマの疑問はしーちゃんと共に否定している。
ゴドムガン
自警団員。元は人族だが、砦の飲み物を飲んで頭のテッペンに角が生えている為「鬼のゴドムガン」と呼ばれている。ただし気は優しい。、
アホッテ・バレチャッター
錬金術師の女。ある事件がきっかけでしーちゃん達と知り合う。

## 書誌情報
- Dr.モロー 『賽の目繁盛記』 ホビージャパン〈ホビージャパンコミックス〉、全3巻
  1. 1992年12月 ISBN 4-938461-77-3
  2. 1995年1月 ISBN 4-89425-055-1
  3. 1997年2月 ISBN 4-89425-143-4
- Dr.モロー 『賽の目繁盛記R』 FOX出版〈Fox comics〉、全4巻
  1. 1999年12月 ISBN 4-925148-08-7
  2. 2000年7月 ISBN 4-925148-12-5
  3. 2001年3月 ISBN 4-925148-14-1
  4. 2003年6月 ISBN 4-925148-51-6
- Dr.モロー 『RPG一発男』 有限会社ゲーム・フィールド〈ゲーム・フィールドコミックス〉、全1巻
  1. 2000年11月 ISBN 4-907792-13-1